# Mohammad Kalhor
Mohammad Kalhor (persisch محمد كلهر; * 1956) ist ein ehemaliger iranischer Skirennläufer.

## Karriere
Kalhor vertrat den Iran 1976 bei den Olympischen Winterspielen in Innsbruck. Er startete in Abfahrt, Riesenslalom und Slalom, erreichte jedoch bei keinem diese Bewerbe das Ziel und blieb so ohne Platzierung.
Dies waren zugleich seine einzigen internationalen Wettkämpfe als Skirennläufer.

## Erfolge

### Olympische Winterspiele
- Innsbruck 1976: DNF Abfahrt, DNF Riesenslalom, DNF Slalom

### Weltmeisterschaften
- Innsbruck 1976: DNF Abfahrt, DNF Riesenslalom, DNF Slalom